# Berufliche Schule Fahrzeugtechnik
Die Berufliche Schule Fahrzeugtechnik (BS16) (ehemals Staatliche Gewerbeschule Kraftfahrzeugtechnik) in Hamburg ist eine der größten Berufsschulen für Kraftfahrzeugtechnik in Deutschland. Hier werden die Auszubildenden der kraftfahrzeug-technischen Berufe vorbereitet.

## Geschichte
Am 1. April 1936 wurde die G 9 aus der G 1 (Maschinenbau) herausgelöst und als eigenständige Schule mit mehreren Dependancen gegründet. 1971  wurde die Technikerschule aus der „Ingenieurschule für Fahrzeugtechnik“ herausgelöst und der G 9 angegliedert (Techniker Schule Hamburg – Fachrichtung Karosserie- und Fahrzeugbautechnik).
Die Berufliche Schule Fahrzeugtechnik ist eine Bildungseinrichtung die seit vielen Jahren eine Schlüsselrolle in der beruflichen Ausbildung in Hamburg einnimmt. Durch ihre enge Zusammenarbeit mit Betrieben, Kammern und Fachverbänden ist die Schule stark in die duale Ausbildung eingebunden.
Sie ist Teil des Hamburger Berufsschulsystems, das es sich zum Ziel gesetzt hat Schüler in verschiedenen Berufsfeldern praxisnah und zukunftsorientiert auszubilden. Die Schule hat sich auf die Ausbildung in der Fahrzeugtechnik spezialisiert und bietet ihren Schülern die Möglichkeit theoretisches Wissen mit praktischer Erfahrung zu verknüpfen.

## Ausbildungsangebote und Bildungswege
Die Berufliche Schule Fahrzeugtechnik bietet ein umfassendes Angebot an dualen Ausbildungsgängen, die in enger Zusammenarbeit mit Ausbildungsbetrieben durchgeführt werden. Dies ermöglicht den Schülern sowohl im schulischen Umfeld als auch im betrieblichen Alltag die notwendigen Fertigkeiten zu erlernen.
Zu den angebotenen Ausbildungsberufen zählen unter anderem:
- Kraftfahrzeugmechatroniker: Die Ausbildung umfasst verschiedene Spezialisierungen wie Pkw-Technik, Nutzfahrzeugtechnik oder Motorradtechnik. Die Schüler lernen, wie sie Fahrzeuge warten, reparieren und diagnostizieren.
- Karosserie- und Fahrzeugbaumechaniker: Dieser Beruf fokussiert sich auf die Reparatur und den Umbau von Fahrzeugkarosserien sowie die Instandsetzung von Unfallschäden.
- Fahrzeuglackierer: In dieser Ausbildung geht es um die fachgerechte Lackierung und Gestaltung von Fahrzeugen sowie um das Aufbereiten von Lackierungen.
- Fachkraft im Fahrbetrieb: Diese Ausbildung bereitet die Schüler auf den Betrieb von Bussen im öffentlichen Personennahverkehr (ÖPNV) vor. Neben der sicheren Bedienung von Fahrzeugen lernen die Auszubildenden auch den Umgang mit Fahrgästen, das Planen von Fahrplänen und die Organisation von Abläufen im ÖPNV.
- Berufskraftfahrer: Diese Ausbildung ist auf den Güterverkehr und den Personentransport spezialisiert. Berufskraftfahrer werden in der sicheren und vorschriftsmäßigen Führung von Lkw und Bussen ausgebildet und lernen zudem, die Fahrzeuge zu warten und technische Probleme zu diagnostizieren.

Neben der dualen Ausbildung bietet die Berufliche Schule Fahrzeugtechnik auch zahlreiche Weiterbildungsoptionen an. Beispielsweise können Absolventen der dualen Ausbildung eine Weiterbildung zum Techniker oder Meister in der Fahrzeugtechnik absolvieren.
Weiterhin bietet die BS16 auch eine Ausbildungsvorbereitung an, die Schülern ohne Ausbildungsplatz oder mit schulischen Defiziten die Möglichkeit gibt sich auf eine Berufsausbildung vorzubereiten. In der Ausbildungsvorbereitung werden praktische Fähigkeiten vermittelt und schulische Grundlagen in Fächern wie Mathematik, Deutsch und Technik gestärkt. Diese Maßnahme hilft Jugendlichen ihren Einstieg ins Berufsleben zu erleichtern und unterstützt sie bei der Suche nach einem geeigneten Ausbildungsplatz.
Die Fachschule für Fahrzeugtechnik ermöglicht es den Teilnehmern sich nach ihrer Berufsausbildung weiter zu qualifizieren und sich auf höhere berufliche Herausforderungen vorzubereiten. Sie umfasst unter anderem Themen wie moderne Diagnosetechniken, Elektromobilität, Hybridantriebe und Fahrzeugkommunikationssysteme.

## Ausstattung
Die Ausstattung der Beruflichen Schule Fahrzeugtechnik entspricht den aktuellen Anforderungen der Fahrzeugindustrie. Die Werkstätten und Labore der Schule sind mit modernen Diagnosegeräten, Prüfständen und Simulationsanlagen ausgestattet. Die Schüler haben hier die Möglichkeit an realen Fahrzeugen zu arbeiten und sich mit den neuesten Technologien wie beispielsweise Elektrofahrzeugen und Hybridantrieben vertraut zu machen.
Darüber hinaus arbeitet die Schule eng mit verschiedenen Automobilherstellern und Zulieferern zusammen, die sowohl ihre Expertise als auch moderne Fahrzeuge und Geräte zur Verfügung stellen. Dies ermöglicht den Schülern direkt an den aktuellsten Entwicklungen der Branche teilzuhaben.

## Partner
- Litauen: Kauno statybininkų rengimo centras, Kaunas